# دالي كارتر
دالي كارتر (بالإنجليزية: Dale Carter)‏ هو لاعب كرة قدم أمريكية أمريكي، ولد في 28 نوفمبر 1969 في كوفينغتون في الولايات المتحدة.

## وصلات خارجية
- دالي كارتر على موقع مرجع كرة القدم المحترفة.كوم (الإنجليزية)